# Терминология в балете
Терминология в балете — терминология, которая обозначает позы, движения, композиции и понятия, связанные с музыкой.

## Введение
В балетных дисциплинах — классическом, характерном и историко-бытовом танцах, традиционно используется преимущественно французская терминология. При зарождении балета во Франции балетные термины были заимствованы из Италии, но уже в XVIII веке балетная лексика и названия танцевальных движений практически полностью основывались на грамматике французского языка. Сохранились лишь такие итальянские термины, как пируэт (полный круговой поворот всем телом на носке одной ноги), кабриоль (прыжок, во время которого одна нога подбивает другую) и револьтад (прыжок с переносом ноги через ногу и поворотом в воздухе).
Большинство терминов прямо обозначают конкретное действие, производимое при выполнении движения (вытягивать, сгибать, открывать, закрывать, скользить, поднимать и т. п.), некоторые указывают на характер выполняемого движения (fondu — тающий, gargouillade —  журчащий, gala — торжественный), другие — на танец, благодаря которому они возникли (pas бурре). Существуют также несколько терминов, в название которых заложен некий визуальный образ (например, кошки — pas de chat, рыбки — pas de poisson, ножниц — pas de ciseaux). Особняком стоят такие термины, как entrechat royale (по легенде, авторство этого прыжка принадлежало Людовику XIV, в честь которого он и был назван «королевским») и sissonne, изобретение которого приписывается Франсуа де Руасси, графу Сиссонскому, жившему в XVII веке.
Список терминов приводится в алфавитном порядке.

## А — A (En)
- Адажио (итал. adagio —  медленно, спокойно) — медленная часть танца в сопровождении музыки спокойного темпа (не обязательно адажио в музыкальном смысле)
  1. Самостоятельный, либо являющий собой центральную часть сложной музыкально-хореографической формы (pas de deux, pas de trois, pas d'action, grand pas и т.п.) танцевальный номер, в исполнении одного, двух, либо большего числа солистов. Наиболее распространённая форма танцевального дуэта.
  2. В экзерсисе — упражнение у палки либо на середине зала, состоящее из комбинации различных поз, наклонов и перегибов корпуса, поворотов, вращений и других движений в спокойном темпе, задача которого - вырабатывание устойчивости, выразительности, музыкальности, чувства позы, гармонии и плавности перехода от движения к движению.
- Аллегро (итал. allegro — скоро, живо, проворно) — В уроке классического танца — заключительная часть упражнений на середине, состоящая из маленьких прыжков
- À la seconde (сокр. à la 2nd, в букв. переводе — на вторую  [позицию] ) — открывание либо перевод работающей ноги в сторону на носок в пол, а также поднимание её на любую высоту; поза, при которой работающая нога открыта на носок в пол либо поднята на любую высоту в сторону.
- Aplomb (апломб — равновесие) — старинное обозначение способности танцовщицы продолжительное время устойчиво стоять в различных позах на одной ноге.
- Арабеск (от итал. arabesco — арабский) — одна из основных поз классического танца, при выполнении которой работающая нога, вытянутая в колене, открыта назад на вытянутый носок в пол (arabesque par terre), либо поднята вверх на любую высоту. Руки находятся в положении allongeé, взгляд направлен вдаль, что придаёт позе особую выразительность. Арабеск, как символ ускользающей мечты — лейтмотив таких героинь романтического балета, как Жизель или Сильфида. 
 При выполнении арабеска на полу опорная нога стоит на целой ступне, полупальцах/пальцах и либо вытянута, либо согнута в колене (может также выполняться и стоя на одном колене, с отводом другой ноги назад). При выполнении позы в воздухе, на прыжке, другая нога может быть в самых различных положениях - от строго перпендикулярного, отвесного полу до максимально возможного выбрасывания вперёд (grand pas de chat).
  - В русской школе классического танца арабески подразделяется на первый, второй, третий и четвёртый (фр. premier/1er, deuxième/2me, troisième/3me et quatrième/4me arabesques). Первый и второй арабески являются открытыми (arabesque effacée), третий и четвёртый — закрытыми (arabesque croisée). В старой школе существовал и пятый арабеск, с* чуть наклонённым корпусом, при котором обе руки были подняты вперёд allongeé.
  - Arabesque planchée — арабеск, при выполнении которого корпус сильно наклоняется вперёд для того, чтобы позволить работающей ноге подняться назад на максимально возможную высоту.
- Attitude (букв. поза, позиция, манера): 
  1. Одна из основных поз классического танца, при выполнении которой работающая нога, согнутая в колене, поднята назад на какую-либо высоту, при этом опорная нога стоит на целой ступне, полупальцах или пальцах, руки находятся в положении arrondie. Исполненная в воздухе, является основой для большого прыжка pas jeté en avant. Как и арабеск, она требует сильной и гибкой спины. Чаще всего выполняется в положении épaulement (en croisé и en effacé), в школе Бурнонвиля[англ.] нередко выполняется en face, при этом руки могут находиться в любой закруглённой позиции или комбинировать их. Преисполненная горделивого достоинства, поза attitude effacée — лейтмотив принцессы Авроры, героини балета «Спящая красавица». При выполнении аттитюда вперёд (attitude en avant) нога, согнутая в колене, поднимается вперёд, при этом нужно стремиться к тому, чтобы пятка была выше колена.
  2. В более широком смысле — любая поза, принимаемая танцовщиком или танцовщицей вообще[1]: «То grand pas des cygnes[* 1], которое мы видели уже в прошлом году... и теперь имело самый большой успех. В нём аттитюды балерины одна пластичнее, одна красивее другой»[2]:462.

- Assemblé, pas (от гл. assembler — собирать) — движение, при котором работающая нога, открывающаяся в любом направлении на носок в пол либо на воздух одновременно с приседанием на опорной ноге, собирается в V позицию на полупальцы (пальцы) с последующим окончанием движения в demi-plié. 
 Во время выполнения прыжка (pas assemblé sauté) собирание ног производится в воздухе, на прыжке. Прыжок может исполняться как на месте, начиная с броска ноги на небольшую высоту, на малом прыжке (petit pas assemblé), так и с продвижением, начиная с сильного броска ноги на высоту 70-90° и на предельно высоком взлёте (grand pas assemblé). В то время как petit pas assemblé начинается с небольшого броска ноги из V позиции (перед началом которого может также исполняться pas coupé), grand pas assemblé для достижения максимальной высоты прыжка всегда начинается с подхода, служить которым могут такие движения как шаги, pas glissade, pas tombé, sissonne tombeé, pas failli и др., а сам бросок для усиления взлётного посыла выполняется из IV позиции. Для достижения баллона руки должны активно подхватываться в позицию, помогая прыжку. 
 Прыжок может дополнительно усложняться заноской (pas assemblé battu). Максимально виртуозный вариант прыжка — grand pas assemblé en tournant — может выполняться и с двойным оборотом вокруг себя (муж.)[3]:245.
  - Pas double assemblé (выполняется с подъёмом на полупальцы/пальцы либо на малом прыжке) отличается тем, что движение проделывается дважды с одной и той же ноги, причём при выполнении в сторону существует правило, по которому смена ног в V позиции происходит на втором движении.
- Emboîté, pas (букв. шпунтовый, вкладываемый один в другой) — движение с переменой ног и переносом тяжести корпуса с одной ноги на другую, исполняемое несколько раз подряд: 
  - Petit pas emboîté sauté — прыжок с одной ноги на другую на месте, либо в повороте вокруг себя (en tournant), при каждом выполнении которого ноги поочерёдно приводятся в положение sur le cou-de-pied либо вперёд, либо назад. Grand pas emboîté sauté выполняется с продвижением, при этом ноги поочерёдно выбрасываются в согнутом положении на максимальную высоту либо (чаще всего) вперёд, либо назад. С энергичных grands pas emboîtés en avant начинается entrée Дианы в pas de deux Дианы и Актеона из балета «Эсмеральда».
  - Pas emboîté может выполняться и как бег, при котором ноги поочерёдно приводятся в положение sur le cou-de-pied или выбрасываются на воздух на какую-либо высоту вперёд или назад (бег вперёд с отведением выворотных согнутых ног назад — типичное движение тарантеллы).
  - Petit pas emboîté sauté en tournant — поочерёдные прыжки с одной ноги на другую с одновременным выполнением поворота на 180°, заканчивающиеся приведением подменной ноги в положение sur le cou-de-pied. Выполняются с продвижением в сторону по прямой или по диагонали (в комбинации с другими вращениями — и по кругу), при этом с каждым прыжком один полуповорот выполняется en dehors, другой — en dedans. На выполнении этого движения с продвижением сначала вправо, затем влево, построена центральная часть вариации Лизы из балета «Тщетная предосторожность».
  - Pas emboîtés en tournant на полупальцах/пальцах (полупируэты emboîté) выполняются по тому же принципу, при этом нога, сгибающаяся в колене, может подводиться как в положение sur le cou-de-pied, так и выше, до середины колена; вместо прыжка выполняются поочерёдные шаги piqué с одновременным поворотом на 180°. Вращения tours piquées emboîtées выполняются в быстром темпе подряд, без приседания на опорной ноге и схода с полупальцев/пальцев.
- En avant (вперёд) — термин, указывающий на то, что одна нога находится впереди другой или на то, что танцовщик продвигается вперёд.
- En arrière (назад) — термин, указывающий на то, что одна нога находится сзади другой или на то, что танцовщик продвигается назад.
- En dedans (внутрь) — направление вращения в пируэтах, турах и движениях, исполняющихся En tournant по направлению к опорной ноге.
- En dehors (наружу) — направление вращения в пируэтах, турах и движениях, исполняющихся En tournant по направлению от опорной ноги.
- En l’air (в воздухе) — термин, указывающий на то, что при выполнении движения либо работающая нога поднята на воздух (rond de jambe en l’air), либо всё тело находится в воздухе (tour en l’air).
- En manège — см. Manège
- En tournant (в повороте) — термин, указывающий на движение, исполняемое одновременно с поворотом корпуса: Pas de bourée en tournant, Echappe en tournant.
- En face (напротив) — термин, указывающий на то, что исполнитель обращён лицом к зрительному залу.
- Entrée (вход) — выход артистов, первая часть Pas de deux, Pas de trois, Grand pas, Pas d’actions.
- Entrechat (антраша́ — итал. intrecciato — плетёный, также определяется для того вида прыжка, как скрещенный) — вертикальный прыжок с двух ног, во время которого ноги немного разводятся в воздухе и соединяются в V позиции вновь, при этом не ударяясь друг с другом, так как находятся в выворотном положении от бедра. Royal, Entrechat trois, entrechat quatre (одна смена ног с сохранением épaulement, на муз. счёт 4), entrechat cinq, entrechat six, entrechat huit.

## Б — B
- Balancé, pas (от гл. balancer — качать) — движение, состоящее из pas tombé c продвижением в какую-либо сторону и двух переступаний ног на месте (по сути, являющимися pas coupé, которое может выполняться как с точной фиксацией положения sur le cou-de-pied, так и без него, и последующего pas tombé в V позицию). Лёгкий перегиб корпуса от талии и наклон головы подчёркивают движение и создают впечатление покачивания. Обычно делается несколько раз подряд с разных ног из стороны в сторону либо вперёд-назад в координации с различными движениями и переводами рук. Это движение вальса, поэтому чаще всего используется музыкальный размер 3/4.
- Balançoire, battement (букв. качели) — battement tendu jeté passé par terre или grand battement jeté passé par terre, выполняемые несколько раз подряд с работой корпуса: при броске работающей ноги вперёд корпус сильно отклоняется назад, при броске ноги назад — наклоняется вперёд. Во французской школе большие батманы balançoire называются grands battements en cloche (т. е. колокол).
- Ballon (букв. мяч, воздушный шар) — способность танцовщиков во время прыжка зависать в воздухе, фиксируя на взлёте различные позы.
- Ballonné, pas — прыжок на одной ноге, с продвижением в сторону, вперед, назад за рабочей ногой, которая вытягивается во время прыжка, так же как и опорная нога, затем возвращается в положение sur le cou-de-pied.
- Balloté, pas (от гл. ballotter — качать) — прыжок, во время которого одна нога, закрываясь, подбивает другую, с небольшим наклоном корпуса создается впечатление покачивания. Лейтмотив танца Жизели и Альберта в I акте балета «Жизель».

- Battements (биение, удары) — группа движений классического танца, вырабатывающих силу, выворотность, резкость и эластичность мышц, координацию движений всего тела:
  - Battements tendus (tendre — тянуть, вытягивать): Battement tendu jeté (jeter — бросать) (на 45°), Battement tendu pour batterie (подготовка к заноскам), Grand battement jeté (выше 90°), Grand battement jeté pointé, Grands battements jeté balancé.
  - Battements relevé lent (в адажио)
  - Battements sur le cou-de-pied: Battement frappé (frapper — ударять), Battement double frappé, Petit battement sur le cou-de-pied, Battement battu (battre — бить), Battement fondu (fondre — таять) — 45° и 90°, Battement soutenu (soutenir — поддерживать) — вперёд, в сторону, назад
  - Battements développés (développer — развивать). Движение: рабочая нога скользит по опорой ноге с вытянутыми пальцами и открывается вперед, в сторону, назад. Battement retiré (retirer — забирать, тянуть обратно). Grand battement développé Passé (passer — проводить)
- Brisé, pas (от гл. briser — бить) — маленький прыжок, с продвижением вперед или назад за ногой. Прыжок Бризе заканчивается в V позиции. Разновидность: Brise dessus-dessous. Французское слово Brise обозначает лёгкий и порывистый морской ветер бриз
- Bourrée — см. pas de bourrée.

## В — V
- Вариация (Variation) — короткий, но законченный виртуозный танец для одного или нескольких исполнителей. Обычно является частью Pas de deux, Pas de trois, Grand Pas. Вариация возможна в качестве самостоятельного эпизода.

## Г — G
- Glissade, pas (от гл. фр. glisser «скользить») 
  1. прыжок с продвижением, начинающийся и заканчивающийся в V позиции: одновременно с demi-plié на одной ноге другая скользящим движением открывается в каком-либо направлении, после чего исполняется маленький прыжок с фиксацией II или IV позиции в воздухе и продвижением в сторону открываемой ноги. Часто используется для подхода к другим прыжкам, причём при подходе к большим прыжкам исполняется с  большей амплитудой, без скольжения стоп по полу и соблюдения V позиции.
  2. движение, состоящее из открывания одной ноги в каком-либо направлении на demi-plié и последующего шага на полупальцы (пальцы) в том же направлении с подтягиванием другой ноги в V позицию.
- Grand (букв. «большой») — приставка, означающая максимальную амплитуду движения при его исполнении: grand plié, grande pirouette, grand battement jeté, grand pas sauté, grand pas de chat и т.д.
  - Grand pas — сложная музыкально-хореографическая форма в балетах классического наследия. Состоит из выхода артистов (entrée), большого адажио в исполнении солистов и кордебалета, поочерёдных вариаций солистов и корифеев, чередующихся с кордебалетными танцами, и общей заключительной коды. Примером могут служить гран па из балета «Дон Кихот», большое классическое па из балета «Пахита» и большое венгерское па из балета «Раймонда».

## Д — D
- Détourné (от гл. détourner — поворачивать в другую сторону) — поворот на полупальцах или пальцах на двух ногах в V позиции (в русской школе — поворот soutenu).
- Дивертисме́нт (ит. divertimento, фр. divertissement — развлечение) — ряд танцевальных номеров, следующих один за другим; концертная программа, состоящая из различных по жанру и характеру танцевальных номеров

## К — C
- Cambré (от гл. cambrer — гнуть, изгибать) — наклон корпуса вбок или назад.
- Кода (от  итал. coda — хвост, шлейф):
  1. Заключительная часть сольной вариации, как правило, состоящая из виртуозных вращений или прыжков, выполняемых по диагонали, по кругу, либо с продвижением «на публику».
  2. Заключительная часть различных музыкально-танцевальных форм (pas de deux, pas de trois, pas de quatre и т.д.), состоящая из чередующихся соло солистов (в grand pas — с участием кордебалета), обычно исполняющих максимально виртуозные прыжки, вращения и другие технически сложные движения в быстром темпе на месте, по кругу и по диагонали.
  3. Финал балетного спектакля, в котором участвуют все действующие персонажи и кордебалет.
- Кордебалет (corps de ballet, букв. — состав балета) — основная часть балетной труппы, артисты, танцующие в ансамбле и исполняющие массовые танцевальные номера и сцены.
- Coupé, pas (от гл. coupér — резать, подрезать) — представляет собой вспомогательное движение классического танца, и потому всегда исполняется вместе с другими движениями, встречаясь в упражнениях у станка, и на середине, в прыжковых и пальцевых упражнениях.[4]
- Croisée, поза (от гл. croiser — скрещивать) — поза классического танца, выстраиваемая из положения épaulement croisé в V позиции отведением ноги вперёд (поза croisée вперёд) либо назад (поза croisée назад). Малые позы croisée выполняются на вытянутый носок в пол, средние — подниманием  ноги на высоту 45°, большие — на 90° и выше. Опорная нога может стоять на всей стопе или быть на полупальцах/пальцах,  вытянутая в колене либо на demi-plié. Нога, поднятая в воздух, может быть как вытянута в колене, так и согнута (поза attitude). Поза может быть выполнена и в воздухе, на прыжке. Комбинирование различных положений рук и головы позволяет бесконечно варьировать позу.

## Л — L
- Levé, temps (от гл. lever — поднимать) — подъём на полупальцы или пальцы либо простейший прыжок на двух или одной ногах: 
  1. Подъём на полупальцы или пальцы на двух ногах в любой из существующих позиций либо на одной ноге в какой-либо позе. В московской школе называется temps relevé (приставка re в названии указывает на повторяемость действия). Выполняется как с вытянутых ног, так и из demi-plié разными приёмами — вскоком либо выжиманием.
  2. Прыжок на двух ногах в какой-либо позиции (в московской школе — temps sauté) а также прыжок на одной ноге в какой-либо позе (другая сохраняет положение, принятое до прыжка[5]:91). Temps levé simple выполняется с ногой, фиксирующей положение sur le cou-de-pied[3]:275, при выполнении движения в повороте (en tournant) положение sur le cou-de-pied меняется. На основе temps levé с ногой, поднятой на 45-90°, выполняется прыжок кабриоль (см. cabriole).
  3. Temps levé с переменой позы — подъём на полупальцы/пальцы одной ноги либо прыжок на одной ноге с одновременным переводом другой, поднятой в воздух, из одного направления в другое приёмом passé, через rond en l'air или же в  повороте приёмом fouetté. Grand temps levé passé — виртуозный мужской прыжок с продвижением вперёд, при котором одна нога забрасывается вперёд, а затем, на прыжке, вытянутая в колене, максимально откидывается назад, тогда как другая, также вытянутая, одновременно бросается вперёд, после чего в воздухе на максимальной высоте прыжка фиксируется положение «шпагат».

## М — M
- Manège (en manège, букв. бег по кругу) — то же, что и «круг»: повторяющиеся несколько раз подряд прыжки либо вращения с продвижением, выполненные по кругу сцены. Обычно исполняется как элемент коды.
- Marche, pas (букв. ходьба, переход) — ходьба маршем.
- Marché, pas (от гл. marcher — двигаться, продвигаться) — движение мазурки, лёгкий бег на низких полупальцах с акцентированным выведением на сильную долю одной ноги вперёд в полуприседании.
- Menus, pas (букв. маленький) — движение менуэта, маленькие быстрые шаги (passe-pied) на низких полупальцах c продвижением вперёд; всегда выполнялись группой по три.

## П — P
- Pas — движение, шаг, лейтмотив, на котором строится танец (напр. pas вальса, pas польки); в более общем смысле — законченная танцевальная фраза, комбинация или целая хореографическая композиция:
  - Pas de deux (букв. «танец двоих») — музыкально-танцевальная форма, принятая в балете с XIX века, состоящая из Entrée (начало), Adajio (адажио-дуэтного танца), Variation (вариации балерины и танцовщика), Coda (заключительная часть с fouettés и grandes pirouettes) (па де де из балета «Лебединое озеро»).
  - Pas de trois (букв. «танец троих») — музыкально-танцевальная форма, повторяющая построение па-де-де, но для трёх танцовщиков; также русский парный бальный танец, состоящий из элементов менуэта, мазурки и вальса[6].
  - Pas de quatre (букв. «танец четверых») — музыкально-танцевальная форма, повторяющая построение па-де-де, но для четырех танцовщиков.
- Pas de bourrée — движение танца бурре. 
  - Pas de bourrée suivi (от гл. suivre — придерживаться, продолжать) — женское движение, последовательные мелкие переборы ногами на полупальцах или пальцах в V позиции без перемены ног на месте, вокруг себя (en tournant) или же с продвижением вперёд, в сторону либо назад. Основное движение миниатюры Михаила Фокина «Лебедь».
- Pas de chat (букв. движение кошки, «кошачье па») — движение, имитирующее грациозный прыжок кошки. В настоящее время так называется несколько разных  прыжков[3]:259, в то время как А. Я. Ваганова этим термином определяла только прыжок с поочерёдным отбрасыванием полусогнутых ног назад (на croisé, затем на effacé) и прогибом в корпусе с руками allongée, завершающийся проведением откинутой на effacé ноги сзади вперёд, на croisé в V либо IV позицию.)[5]:113. 
 Элементарная форма pas de chat — c движением ног вперёд, когда обе ноги поочерёдно сгибаются и переносятся на прыжке в V либо IV позицию вперёд (возможен и перенос ног на прыжке назад, но в сценической практике такой вариант встречается крайне редко). Высота и амплитуда данного прыжка зависит от силы сгибания коленей: от положения sur le cou-de-pied на маленьком прыжке до высокого положения passé (retiré) на более энергичном. Разновидность этого прыжка — итальянское pas de chat, при начале выполнения которого нога, делающая первое движение, не сгибается, а вытянутая в стопе и колене выбрасывается par jeté в сторону на II воздушную позицию.  
  - Grand pas de chat (grand pas jeté développé) — большой прыжок с одной подогнутой ногой, раскрывающейся на прыжке[3]:261. При выполнении этого прыжка одна нога поднимается в воздух, одновременно сгибаясь в прямом положении, и затем на взлёте с силой раскрывается вперёд на максимально возможную высоту, при этом другая нога, вытянутая в колене, энергичным движением высоко отбрасывается назад. В современном балете на этом прыжке принято раскрывать ноги в шпагат. Руки могут принимать любое положение. Данный прыжок может также выполняться «в кольцо»: с присгибанием задней ноги и сильным перегибом корпуса назад.
- Pas de cheval (букв. движение лошади) — вынимание работающей ноги из V позиции на носок в пол через положение sur le cou-de-pied с последующим закрыванием ноги в V позицию; обычно выполняются в быстром темпе подряд.
- Pas de ciseaux (букв. движение ножниц) — прыжок с одной ноги на другую, во время которого обе вытянутые ноги поочерёдно забрасываются высоко вперед, а затем одна из них через I позицию (passé par terre) энергично проводится назад в позу arabesque (обычно 1-й, но могут быть и другие варианты). Определяется как pas jeté passé c окончанием в позу arabesque[3]:266.
- Pas de poisson (букв. движение рыбки) — прыжок с одной ноги на другую, ноги отбрасываются высоко назад.
- Passe-pied — перевод стопы из V в V позицию сзади вперёд (dessus) или спереди назад (dessous):
  1. через положение sur le cou-de-pied;
  2. через проходящую I позицию, стоя на всей стопе или на полупальцах/пальцах а также с одновременным подъёмом на полупальцы/пальцы и последующем опусканием в demi-plié; маленькие шаги, меняя ноги в V позиции, с продвижением вперёд либо назад (pas menus). См. также паспье.
- Passé (от гл. passer — проходить, переводить) — вспомогательное движение, перевод работающей ноги из одного открытого положения в другое:

1. Passé par terre — перевод работающей ноги, открытой на носок в пол либо поднятой на какую-либо высоту вперёд, в сторону или назад, в какое-либо другое направление через I позицию на вытянутых ногах или в demi-plié, см. также balançoire.
2. Passé en l'air — перевод работающей ноги, открытой на какую-либо высоту вперёд, в сторону или назад, в какое-либо другое направление путём сгибания ноги (plié) до положения sur le cou-de-pied либо до положения «у колена» и её последующим разгибанием в нужном направлении; то же, что raccourci (спереди назад либо сзади вперёд).
3. Перевод работающей ноги из V позиции в положение «у колена», см. retiré.
4. Passé (положение) — семантически неверный термин русской школы, положение, при котором работающая нога, согнутая в колене выворотно или в прямом положении, подведена к середине икры или колену другой.

- Plié (от гл. plier — сгибать [колени]): 
  1. Приседание на двух ногах в любой из существующих позиций на всей стопе, полупальцах или пальцах, либо приседание на одной ноге в какой-либо позе. Движение может выполняться в любом темпе и характере и различается силой сгибания коленей, делясь на demi-plié (полуприседание) и grand plié (глубокое приседание). Demi-plié может выполняться и как основное, и как связующее движение (если с его помощью выполняется переход из позу в позу или от одного движения к другому).
Подавляющее большинство прыжков, вращений, вскоков на полупальцы/пальцы начинается и/или заканчивается в demi-plié. Как учебный вариант, развивающий координацию и силу мышц, в уроке классического танца используются вращения, начинающиеся из grand plié в какой-либо позиции. Редкий сценический пример окончания прыжка в grand plié по V позиции можно увидеть в вариации Ланкедема из балета "Корсар".
  2. Сгибание работающей ноги, поднятой в воздух в каком-либо направлении на любую высоту (например, при переходе из позы arabesque в позу attitude; см. также passé).
- Port de bras (porter — носить, bras — рука) — разнообразные переводы рук из одного положения в другое; также учебные комбинации, предназначенные для отработки пластичного и координационно правильного прохождения рук через основные закруглённые позиции (I, II, III) и удлинённые положения (allongé) в сочетании с поворотами и наклонами головы и корпуса и верным направлением взгляда. В русской школе насчитывается шесть таких комбинаций:
  1. Первое port de bras — из подготовительного положения обе руки через 1-ю позицию поднимаются в 3-ю позицию, затем раскрываются на 2-ю и через положение allongé вновь опускаются в подготовительное положение.
  2. Второе port de bras — исходное положение: épaulement croisé, руки раскрыты одна на 3-ю, другая на 2-ю позиции. Рука из 3-й позиции раскрывается на 2-ю, после чего опускается вниз, в подготовительное положение и одновременно с этим движением другая рука поднимается из 2-й позиции в 3-ю, взгляд под руку. Затем обе руки встречаются в 1-й позиции и раскрываются в исходное положение.
  3. Третье port de bras — исходное положение: обе руки раскрыты в сторону на 2-ю позицию. Одновременно с наклоном корпуса вниз руки собираются в 1-ю позицию и затем, при выпрямлении корпуса, поднимаются в 3-ю. Сохраняя это положение рук и головы выполняется наклон корпуса назад. После выпрямления корпуса руки вновь открываются на 2-ю позицию. Это port de bras часто выполняется с ногой, открытой на носок в пол вперёд либо назад.
  4. Четвёртое port de bras — исходное положение: épaulement croisé, руки раскрыты одна на 3-ю, другая на 2-ю позиции. Рука из 3-й позиции раскрывается на 2-ю, после чего обе руки через положение allongé одновременно с разворотом корпуса от талии и плеч в сторону задней ноги (закрытой в V позицию или открытой назад на носок в пол либо на воздух) переводятся в положение 4-го арабеска. Затем руки, одновременно с возвращением корпуса и плеч, собираются в 1-ю позицию и вновь раскрываются в исходное положение.
  5. Пятое port de bras — исходное положение: épaulement croisé, руки раскрыты на 3-ю и 2-ю позиции. Не меняя положения рук выполняется наклон корпуса вперёд, при выпрямлении корпуса обе руки собираются в 1-ю позицию, после чего выполняется круговое port de bras: с наклоном корпуса вбок, в сторону задней ноги, рука, в сторону которой делается наклон, раскрывается на 2-ю позицию, одновременно другая рука поднимается в 3-ю позицию; затем, при последовательном перегибе корпуса назад и в другую сторону вбок, руки меняют своё положение: одна рука из 2-й позиции поднимается в 3-ю, другая же из 3-й позиции раскрывается на 2-ю, возвращаясь в исходное положение.
  6. Шестое port de bras — исходное положение: épaulement croisé, руки раскрыты одна на 3-ю, другая на 2-ю позиции; нога, одноимённая с поднятой рукой, открыта на носок в пол назад. Не меняя положения рук, с одновременным plié на опорной ноге (plié может быть глубоким — т. н. «растяжка») выполняется наклон корпуса вперёд. Затем выполняется переход dégagé на ногу, вытянутую на носок в пол назад с окончанием в позу épaulement croisé с ногой, вытянутой на носок в пол вперёд, одновременно с этим движением корпус выпрямляется, руки собираются в 1-ю позицию. Затем по тому же принципу, что в 5-м port de bras, выполняется круговое port de bras с перегибами корпуса. После того, как корпус выпрямлен и руки вернулись в исходное положение, для возврата ног в исходное положение делается переход dégagé на ногу, вытянутую на носок в пол вперёд с окончанием в позу épaulement croisé с ногой, вытянутой на носок в пол назад.
- Poisson —  см. pas de poisson.

## Р — R
- Raccourci (от гл. raccourcir — сокращать, срезать путь) — перевод работающей ноги путём её сгибания и последующего вытягивания спереди назад либо сзади вперёд; то же, что passé en l'air.
- Relevé (от гл. relever — поднимать) — подъём на полупальцы или пальцы на одной или двух ногах, а также поднимание работающей ноги на какую-либо высоту в любом направлении.
  1. Relevé lent, battement — плавное поднимание работающей ноги, вытянутой в колене, на максимальную высоту (90° и выше) в каком-либо направлении. Элемент adagio.
  2. Relevé, pas — см. Levé, temps
  3. Relevé, temps — связующее движение, préparation к упражнению rond de jambe en l'air, приём для исполнения пируэтов и туров. Выполняемое в чистом виде служит подготовкой к вращениям.  
    - Petit temps relevé à la 2nd: одновременно с приседанием на опорной ноге работающая нога берётся в положение sur le cou-de-pied (руки собираются в I позицию) и затем, немного приоткрываясь вперёд либо назад, из полусогнутого положения выводится в сторону на высоту 45-60° одновременно с вытягиванием на опорной, подъёмом на полупальцы/пальцы и открыванием рук на II позицию. Temps relevé en dehors берётся с положения sur le cou-de-pied спереди, en dedans — с положения sur le cou-de-pied сзади.
    - Grand temps relevé à la 2nd отличается высотой поднимания работающей ноги: она берётся до положения passé у колена и затем выводится в сторону на высоту 90° и выше.
- Renversé, pas (от гл. renverser — опрокидывать) — движение с запрокидыванием корпуса в повороте, состоящее из наклона корпуса вперёд в позе на demi-plié, вскока на полупальцы/пальцы в этой же позе (либо со сменой ракурса) с небольшим перегибом корпуса назад и последующего pas de bourrée en tournant, на первом переступании которого перегиб увеличивается, а на втором корпус выпрямляется. Renversé c прыжком выполняется приёмом temps levé.

1. Наиболее распространённой формой является renversé en attitude (renversé en dehors). Движение начинается из приседания в открытой либо закрытой позе attitude, после которого следуют вскок (прыжок) в позу attitude croisée и pas de bourrée en dehors. При выполнении renversé en dedans вскок (прыжок) выполняется в позу croisée вперёд а pas de bourrée делается обратно — в повороте en dedans.
2. Renversé en écarté является координационно более сложным движением и выполняется приёмом fouetté.

## С — C (S)
- Ciseaux  —  см. pas de ciseaux.
- Sauté, temps (от гл. sauter — прыгать) — термин  московской школы; то же, что и temps levé, прыжок на двух ногах по какой-либо позиции.
- Suivi — см. pas de bourrée suivi.
- Sus-sous (букв. над—под; см. также dessus-dessous):
  1. Положение ног в плотной V позиции, шаг на полупальцы (пальцы) с подтягиванием ног в V позицию.
  2. Temps levé в V позиции. Чекетти так называл любое temps [re]levé, в то время как Ваганова — только с продвижением в каком-либо направлении[5]:140.

## Ф — F
- Fermé (от гл. fermer — закрывать) — закрывание открытой на воздух ноги в V позицию.
- Fermée, sissonne — прыжок с двух ног на две ноги с продвижением в любом направлении.
- Fflèche, temps de (flèche — стрела) — перенос одной ноги вперёд другой на прыжке через заноску или положение passé; grand pas de basque.
- Fondu, battement (от гл. fondre — таять, плавиться, лить) — плавное сгибание и разгибание обеих ног.
- Fondue, sissonne — sissonne fermée, при окончании которого обе ноги не сразу собираются в позицию: приземление выполняется на одну ногу, вторая закрывается в V позицию чуть запаздывая, с мягким проведением всей стопой по полу.
- Frappé, battement (от гл. frapper — ударять) — резкое подведение открытой в каком-либо направлении работающей ноги в положение sur le cou-de-pied и последующее её акцентированное открывание на носок в пол или на воздух.

- Fouetté (в русской транскрипции фуэте, прилагательное фр. fouetté обозначающее «взбитый» и глагол фр. fouetter[7]) — Движение, которое виртуозно исполняется балериной на пальцах (на пуантах) в коде (финале) Pas de deux. Ряд последовательных туров на месте, рабочая нога при каждом повороте проделывает rond de jambe en l’air на 45° («Дон Кихот»).[8]

Существует несколько разновидностей этого движения:
1. Fouetté en tournant на 45° En dehors. Делается с demi-plié на левой ноге, правая в это время открывается на II позицию на 45°, tout en dehors а левой ноге; во время tour правая нога прикасается сзади икры опорной левой ноги, затем переходит, прикасаясь спереди, к икре левой ноги (как petit Battement). Руки во время поворота закрываются в подготовительную (или первую) позицию. Остановку нужно делать опять на demi-plié, раскрыв руки и ногу на II позицию. Форс берётся правой ногой (правым коленом при сгибании). При этом ни в коем случае не сворачивается опорная нога. Когда Fouetté делают подряд в большом количестве, движение начинается с préparation в IV позицию, вскок на палец (совр. подъём на пуанты), делая один tour en dehors, и продолжать вертеться, проделывая Fouetté.
2. Fouetté en tournant на 45° En dedans. Делается так же, но нога идёт сначала впереди икры, а потом назад.[10](входит в обязательную программу, но в сценическом варианте используется редко).

Французская школа
Похожа на русскую. Движения: les fouettés en dedans et en dehors, les fouettés sautés, les fouettés sur pointes ou demi-pointes:
Делается pique на правую ногу, левая нога поднимается вперёд, происходит tour на пальце (sur la pointe) или полупалце (demi-pointe) и левая нога остаётся вытянутой в воздухе. заканчивается в en arabesque sur pointe (ou demi-pointe).
Американская школа
Fouetté en tournant на 45° En dehors. Если в русской школе во время tour правая нога прикасается сзади икры опорной левой ноги, затем переходит прикасаясь спереди к икре левой ноги (как petit Battement), то здесь рабочая нога делает demi rond на 45°, что придаёт движению дополнительный форс, но опасно «выпусканием бедра», из-за чего балерина может сойти с оси, а Fouetté получается с продвижением вперёд или в сторону.
1. Grand Fouetté. В нём есть кое-что и от французской и от итальянской школ (прим. Вагановой).
2. les fouettés en dehors. Поза croiseé назад левой ногой. Coupé на левую ногу на полупальцы, руки во второй позиции, опуститься на левой ноге на demi-plié, левая рука спускается в I позицию. Проводя полусогнутую правую ногу вперед на 90° (совр. 120°), подняться на левой на полупальцы, быстро обводя правой ногой Grand rond de jambe назад и закончить его на левую ногу на demi-plié в III arabesque (в положении en face). Руки проделывают следующее Port de bras: Левая поднимается на III позицию и проходит на II, тогда как правая идёт на III позицию и проходит через первую на III arabesque во время опускания левой ноги на plié.
3. les fouettés en dedans et en dedans — Движение делается по тому же принципу.
4. Grand Fouetté en tournant en dedans . Встать в позу croiseé вперёд (левая нога впереди), опуститься на demi-plié на левую ногу, вскочить на неё на полупальцы и выбросить правую ногу на II позицию (alaseconde) на 90° (120°) — Grand battement jeté. Поворачиваясь, бросить размахом по полу правую ногу через passé par terre (проходящим движением). Опорная нога поворачивается на полупальцах (довернуться до en dedans), удерживая правую ногу на той же высоте. Закончить движение на 3 арабеск на plié или на арабеск.
5. Grand Fouetté en tournant en dedans (итальянское фуэте). Исполняется на пальцах по тому же принципу. Только начинается не с plié, а с sur le cou de pied, а закачивается в позе attitudé на пуантах, croisé, правая рука в третьей позиции, а левая в первой.
6. Grand Fouetté en tournant sauté выполняется по принципу Grand Fouetté en tournant en dedans, только левая нога отрывается от пола прыжком, поворот производится также в воздухе, на прыжке левой ноги.

## Ш — Ch
- Chaînés, tours (букв. цепочка поворотов); то же, что и tours chaînés-déboulés — серия быстрых полуповоротов на полупальцах (пальцах) с продвижением по диагонали или по кругу (en manège), каждый поворот на 180° выполняется при помощи переступания с одной ноги на другую. Движение может выполняться по I, V или VI (I прямой) позициям как на вытянутых ногах, так и на demi-plié — в зависимости от телосложения исполнителя и поставленных перед ним художественных задач. В балетах классического наследия этим движением чаще всего завершают вариацию или танцевальную комбинацию, но есть и другие примеры: в вариации солистки (Гран па из балета «Дон Кихот») tours chaînés исполняются в средней части, с продвижением по диагонали назад.
- Changement de pied (букв. смена ноги) — перемена стоп в V позиции каким-либо образом. Обычно под этим термином подразумевают сhangement de pied sauté — прыжок с двух ног на две, на месте или с продвижением в каком-либо направлении (сhangement de pied de volée), при котором в воздухе ноги меняются местами в V позиции. Может исполняться как на большом прыжке, максимально долго фиксируя в воздухе V позицию перед её переменой (grand changement de pied), так и на минимальном взлёте, так, что вытянутые пальцы ног едва отрываются от пола (petit changement de pied). Движение может исполняться en tournant — с воздушным поворотом на любую часть круга, вплоть до целого поворота на 360°.
  - Итальянский сhangement de pied отличается сгибанием ног в воздухе во время прыжка (угол сгибания коленей может быть различным).
  - На полупальцах (пальцах) движение выполняется либо как pas levé (вскок на две ноги с одновременной переменой ног в позиции), либо как прыжок, начинающийся и оканчивающийся на полупальцах (пальцах) по V позиции, без опускания всей стопы на пол (пример такого исполнения сhangement de pied можно увидеть в коде женской вариации из Большого классического па Обера).
- Chassé, pas (от гл. chasser — гнать, разгонять) — прыжок с собиранием вытянутых ног в воздухе в V позиции и одновременным продвижением в каком-либо направлении. Может начинаться с sissonne tombée, pas failli, бега и других движений, позволяющих сделать подскок с продвижением в воздухе. Используется для подхода к большим прыжкам и большим вращениям. Как самостоятельное движение обычно выполняется несколько раз подряд (как, например, в "Танце амуров" из балета "Дон Кихот"). Максимально виртуозная форма — en tournant с окончанием в какую-либо позу. 
 В историко-бытовом танце исполняется без прыжка, скользящим шагом с подъёмом на полупальцы в V позиции.
- Chat (pas de) — см. Pas de chat.
- Cheval (pas de) — см. Pas de cheval.

## Э — É
- Écartée, поза (от гл. écarter — отклоняться) — поза, выстраиваемая из положения épaulement в V позиции отведением какой-либо ноги в сторону, при этом корпус от талии слегка отклоняется от линии вертикали в сторону опорной ноги. Малые позы écartée выполняются на вытянутый носок в пол, средние — подниманием  ноги на высоту 45°, большие — на 90° и выше. Опорная нога может стоять на всей стопе или быть на полупальцах/пальцах,  вытянутая в колене либо на demi-plié. Нога, поднятая в воздух, вытянута в колене и стопе. Поза может быть выполнена и в воздухе, на прыжке. Положение рук может быть различно. Позы écartée подразделяются на écartée вперёд и écartée назад: 
  1. Écartée вперёд: работающая нога открыта на II позицию (à la 2nd) по диагонали вперёд, то есть в сторону зрителя, голова повёрнута в эту же сторону и чуть приподнята, взгляд направлен вверх.
  2. Écartée назад: работающая нога открыта II позицию (à la 2nd) по диагонали назад, в направлении от зрителя, голова повёрнута в сторону опорной ноги, взгляд направлен вниз.
- Échappé, pas (от гл. échapper — уходить в отрыв, вырываться вперёд)  — прыжок с двух ног, во время выполнения которого меняется позиция ног в воздухе. Обычно состоит из двух движений: на первом ноги из V позиции раскрываются в воздухе на II либо IV позицию, на втором — вновь собираются в V. Существует и другой вариант исполнения — pas échappé с окончанием на одну ногу, когда другая при окончании второго движения фиксирует положение sur le cou-de-pied спереди/сзади, либо открывается в каком-либо направлении, фиксируя позу. Аналогичным образом pas échappé выполняется со вскоком на полупальцы (пальцы). 
  - Pas double échappé отличается тем, что между двумя основными движениями добавляется temps levé на прыжке либо со вскоком на полупальцы (пальцы) без перемены позиции ног, при этом возможна перемена положения épaulement.
  - Прыжки разделяются на большие и малые. В отличие от petit pas échappé, при выполнении grand pas échappé во время каждого из прыжков ноги максимально долго фиксируют в воздухе позицию, из которой производился толчок, раскрываясь на II или IV позицию (либо собираясь в V) лишь в самый последний момент.
  - Прыжок может выполняться с продвижением, в повороте (en tournant) и/или осложняться заноской: на petit pas échappé battu каждый из прыжков (либо один из них) делается с одной заноской, тогда как на grand pas échappé прыжки выполняется с двойной заноской и на предельно высоком взлёте.
- Effacée, поза (от гл. effacer — убирать, прятать) — поза, выстраиваемая из положения épaulement effacé в V позиции отведением ноги вперёд (поза effacée вперёд) либо назад (поза effacée назад). Малые позы effacée выполняются на вытянутый носок в пол, средние — подниманием  ноги на высоту 45°, большие — на 90° и выше. Опорная нога может стоять на всей стопе или быть на полупальцах/пальцах,  вытянутая в колене либо на demi-plié. Нога, поднятая в воздух, может быть как вытянута в колене, так и согнута (поза attitude). Выполняется и в воздухе, на прыжке. Комбинирование различных положений рук и головы позволяет бесконечно варьировать позу.
- Épaulement: (от épaule – плечо) — положение, при котором танцовщик стоит вполоборота к зеркалу либо к зрительному залу: стопы, бёдра и плечи повёрнуты вправо либо влево от зрителя (т. 1) на 45° либо 135°, тогда как голова повёрнута в сторону плеча, направленного по диагонали вперёд. Положение между положениями en face и профиль, придающее танцу трёхмерность, выразительность и артистическую окраску. При его выполнении от исполнителя требуются точность в положении плеч и повороте головы, уверенная направленность взгляда. «Положение рук и головы, не подкреплённое и не дополненное соответствующим поворотом корпуса (épaulement) или его наклоном, что зрительно воспринимается как движение плеч, не может быть достаточно выразительным и целеустремлённым»[3]:185 Разделяются на положения croisé и effacé:
  1. Épaulement croisé (от гл. croiser — скрещивать) — в этом положении стопы стоят в любой скрещенной позиции (III, IV, V), при этом впереди находится нога, одноимённая с плечом, повёрнутым в сторону зрителя: если вперёд выдвинуто правое плечо и голова повёрнута направо, впереди будет стоять правая нога, если же выдвинуто левое плечо и голова повёрнута налево — то левая. Из этого положения, открывая ногу вперёд либо назад, можно принять любую позу croisée.
  2. Épaulement effacé (от гл. effacer — убирать, прятать) — в этом положении стопы стоят в любой скрещенной позиции (III, IV, V), при этом впереди находится нога, разноимённая с плечом, повёрнутым в сторону зрителя: если вперёд выдвинуто правое плечо и голова повёрнута направо, впереди будет стоять левая нога, если же выдвинуто левое плечо и голова повёрнута налево — то правая. Из этого положения, открывая ногу вперёд либо назад, можно принять любую позу effacée.

## Известные методики
- Американская: техника Баланчина[англ.]
- Датская: школа Бурнонвиля[англ.]
- Итальянская: методика Чекетти[англ.]
- Кубинская: методика Алисии Алонсо[англ.]
- Русская: система Вагановой

### Комментарии
1. ↑  Картина лебедей.